# Max Meyer
Maximilian "Max" Meyer(pronunciació alemanya: [maksiˈmiːli̯aːn ˈmaks ˈmaɪ̯ɐ]; nascut el 18 de setembre de 1995) és un futbolista professional alemany que juga com a migcampista ofensiu al Crystal Palace FC.